# Arxama atralis
Arxama atralis är en fjärilsart som beskrevs av George Francis Hampson 1897. Arxama atralis ingår i släktet Arxama och familjen Crambidae. Inga underarter finns listade i Catalogue of Life.